# ماساهيكو كاتسويا
ماساهيكو كاتسويا هو كاتب العمود ومصور وناقد رأي ‏ وصحفي وناقد وسياسي ياباني، ولد في 6 ديسمبر 1960 في أماغاساكي في اليابان، وتوفي بنفس المكان في 28 نوفمبر 2018 بسبب التهاب الكبد الكحولي.

## وصلات خارجية
- الموقع الرسمي